# Горноджумайска околия
Горноджумайската, а от 1950 година Благоевградската околия е административно-териториална единица в България, съществувала от 1913 до 1959 година.

## История
Околията е учредена в 1913 година със заповед на Министерството на вътрешните работи и народното здраве, като част от Кюстендилски окръг. На на 7 септември 1913 година влиза в новосъздадения Струмишки окръг, след като Струмишко остава в България по Букурещкия договор, сложил край на Междусъюзническата война. Околийски център е град Горна Джумая. В 1920 година, след предаването на Струмишко на Кралството на сърби, хървати и словенци, околията става част от Петрички окръг. В същата година тя включва следните села:
- Бараково
- Бело поле
- Бистрица
- Бучино
- Габрово
- Градево
- Грамада
- Дебочица
- Делвино
- Докатичево
- Дреново
- Делиямзино
- Дъбрава
- Еленово
- Железница
- Клисура
- Крупник
- Кърджево
- Лешко
- Лешница
- Лисия
- Логодаш
- Марулево
- Мощанец
- Ораново
- Осеново
- Падеш
- Покровник
- Селище
- Симитли
- Струмски чифлик
- Сухострел
- Сушица
- Сърбиново
- Тросково
- Хисарлък
- Хърсово

След Деветнадесетомайския преврат в 1934 година с указ на цар Борис III и на министерството на вътрешните работи и народното здраве околията е включена в новообразуваната Софийска област. В 1943 – 1947 година е част от Горноджумайска област, от 1949 година – в Горноджумайски окръг. В 1950 година с преименуването на град Горна Джумая на Благоевград името на околията става Благоевградска.
Околията е закрита в 1959 година заедно с всички околии в Народна република България.